# Lidija Vertinskaja
Lidija Vladimirovna Vertinskaja (ryska: Ли́дия Влади́мировна Верти́нская), född Tsirgvava, 14 april 1923 i Charbin, Kinesiska republiken, död 31 december 2013 i Moskva, Ryssland, var en sovjetisk/rysk skådespelerska och konstnär. Mor till skådespelerskorna Marianna och Anastasia Vertinskaja.

## Biografi
Lidija Vladimirovna Vertinskaja (född Tsirgvava) föddes 14 april 1923 i staden Harbin i nordöstra Kina.
Hon hade georgiskt ursprung. Hennes farfar och farmor bosatte sig i Kina och förblev ryska undersåtar. Farfadern, tidigare officer, hade en stor lantegendom och var biodlare. Fadern, Vladimir Konstantinovitj Tsirgvava, tjänstgjorde i ledningen för Östra kinesiska järnvägen och ansågs vara en sovjetisk tjänsteman. Han avled hastigt i Harbin, när Lidija var 10 år. Modern, Lidija Pavlovna Tsirgvava (född Fomina) var hemmafru..
År 1940 i Shanghai träffade Lidija den ryske chansonsångaren Aleksandr Vertinskij, som då var 51 år och mycket berömd. Hon var 17 år och arbetade på ett solitt ångbåtskontor. Hennes mor, Lidija Pavlovna, var kategoriskt emot dotterns giftermål med Aleksandr på grund av den stora åldersskillnaden. Men Lidijas och Aleksandr Nikolajevitjs vigsel ägde rum 26 april 1942 i Shanghais katedral..
I sin bok Kärlekens mörkblå fågel beskriver Lidija Vertinskaja den svåra situationen som rådde i slutet av år 1942, under andra världskriget:
| ” | Kriget i Ryssland berörde oss ryssar, kärleken till Ryssland och oron för hur det skulle gå. Aleksandr Nikolajevitj övertalade mig att resa till Ryssland för att vara i Fosterlandet under denna ödesdigra tid. Jag började också drömma om det. Han skrev ett brev till Vjatjeslav Molotov. Han bad om att bli förlåten och få återvända hem, till Ryssland, och han lovade att tjäna Fosterlandet resten av sitt liv. En ambassadtjänsteman, som var sympatiskt inställd till Vertinskij, tog med sig brevet till Molotov från Shanghai till Moskva. Efter två månader kom ett positivt svar och visum till Vertinskij, mig och min mamma. | „ |

4 november 1943 reste Lidija med sin make, tremånadersdottern Marianna och modern Lidija Pavlovna från Shanghai till Moskva efter alla år i emigration. Familjen Vertinskij blev väl mottagna i hemlandet. De fick ett rum med burspråk på hotell Metropol, där de bodde i tre år. Och därefter fick familjen en rymlig lägenhet i Moskva.
År 1955 gick Lidija Vladimirovna ut Moskvas konsthögskola och började arbeta som konstnär på en grafisk firma och var med i utställningar..
Lidija hade inte tänkt sig en karriär inom filmen. Men vid ett tillfälle fick den sovjetiske filmregissören Aleksandr Ptusjko syn på henne. Han erbjöd henne genast rollen som den förtrollade fågeln Fenix i filmen ’Sadko’, som han just filmade. Det blev hennes debutroll. Eftersom hon inte var filmskådespelerska var det en annan kvinna som sade hennes repliker, då det krävdes en djup stämma och Lidijas röst var sonor.
Under 1950- och 1960-talet var hon med i fem olika filmer, vilka gjorde att åskådarna minns henne som en begåvad och klart lysande filmstjärna. 31 december 2013 skrev skådespelaren Stanislav Sadalskij följande på sin blogg om hennes filmroller:
| ” | Ett fåtal filmroller, men vilka rollprestationer! De tillhör för evigt den sovjetiska biografens guldkorn! | „ |

Vid 34 års ålder blev Lidija Vertinskaja änka efter 15 års lyckligt äktenskap med Aleksandr Vertinskij. Hon gifte aldrig om sig, trots många erbjudanden – och mycket fördelaktiga. Familjen var hennes huvudsakliga intresse inom yrkeslivet och meningen med livet. Hon försörjde familjen genom försäljning av gravyrer och landskapsmålningar. Hon uppfostrade de två döttrarna Marianna och Anastasia, som också blev kända skådespelerskor.
Lidija Vladimirovna Vertinskaja avled vid tvåtiden på dagen den 31 december 2013 i Moskva, på sjukhuset efter en längre tids sjukdom..
Hon överlevde sin make med många decennier, men gick hädan när hon lyssnade på Aleksander Vertinskijs sång Era fingrar doftar av rökelse. Hennes sista andetag sammanföll med strofen Gud själv för er längs den vita trappan till det ljusa paradiset..
Hon begravdes 3 januari 2014 bredvid sin makes grav på Novodevitjekyrkogården i Moskva..

## Filmografi
- 1952 – Sadko - sjöfararen – fågel Fenix
- 1957 – Don Quijote – en hertiginna
- 1957 Новые похождения Кота в сапогах Mästerkatten i stövlarna på nya äventyr – en ung trollkvinna
- 1958 Киевлянка Kievkvinnan (andra delen) -
- 1963 Королевство кривых зеркал De förvrängda speglarnas kungadöme - Anidag

## Familj
- Maken Aleksandr Nikolajevitj Vertinskij (21 mars 1889 – 21 maj 1957), estradartist, filmskådespelare, kompositör, poet och sångare, uppburen estradör under 1900-talets första hälft. Lidija och Aleksandr lärde känna varandra år 1940 i Shanghai. De vigdes 26 april 1942 i katedralen i Shanghai. Äktenskapet varade i 15 år till Aleksandr Vertinskijs frånfälle.
  - Dottern Marianna Aleksandrovna Vertinskaja (född 28 juli 1943), sovjetisk och rysk teater- och filmskådespelerska, belönad artist i Ryska SFSR.
    - Dotterdottern Aleksandra Iljinitjna Vertinskaja (född 9 april 1969), konstnär, TV-presentatör, inredningsdesigner, dekoratör.
      - Barnbarnsbarnet Vasilisa Emeljanovna Vertinskaja (född sommaren 1998)
      - Barnbarnsbarnet Lidija Emeljanovna Vertinskaja (född 29 juni 2010)

    - Dotterdottern Darja Borisovna Chmelnitskaja(född 1978), designer.

  - Dottern Anastasija Aleksandrovna Vertinskaja (född 19 december 1944), sovjetisk och rysk teater- och filmskådespelerska, belönad artist i Ryska SFSR.
    - Dottersonen Stepan Nikitij Michalkov (född 24 september 1966), rysk skådespelare, traktör, filmproducent, företagare.
      - Barnbarnsbarnet Aleksandra Stepanovna Michalkova (född 1992).
      - Barnbarnsbarnet Vasilij Stepanovitj Michalkov (född 1999).
      - Barnbarnsbarnet Pjotr Stepanovitj Michalkov (född 21 mars 2002).[4]